# Округ Јуматила (Орегон)
Округ Јуматила (енгл. Umatilla County) је округ у америчкој савезној држави Орегон.

## Демографија
По попису из 2010. године број становника је 75.889, што је 5.341 (7,6%) становника више него 2000. године.
| Група             | 2000.          | 2010.          |
| Белци             | 54.670 (77,5%) | 52.691 (69,4%) |
| Афроамериканци    | 582 (0,8%)     | 638 (0,8%)     |
| Азијати           | 530 (0,8%)     | 664 (0,9%)     |
| Хиспаноамериканци | 11.366 (16,1%) | 18.107 (23,9%) |
| Укупно            | 70.548         | 75.889         |